# 피코네모사우루스
피코네모사우루스(pycnonemosaurus)는 아벨리사우루스과 공룡들 중에서 가장 거대하다고 추청되는 공룡이다. 7200만년전 백악기 후기 남아메리카에 살았던 공룡이다. 브라질에서 발견되었으며 옥살라이아를 제외하면 브라질에서 가장 큰 육식공룡이다.

## 역사
2002년 브라질의 이름없는 사암 지층에서 켈너(kellner)와 그의 동료들에 의해 발견되어 2006년 명명되어 "울창한 숲의 도마뱀"이란 뜻인
피코네모사우루스 네베시(pycnonemosaurus nevesi)라는 이름을 얻게 되었다.

## 특징
처음에는 6~7M 무게는 1.2t정도인 그저 중형 아벨리사우루스과 공룡인줄 알았지만...
이후 다시 재추정한 결과 몸길이만 8.9m에 무게만 3.6t이나 되는 대형 아벨리사우루스과 공룡이 였다.
심지어 발견된 표본은 아직 아성체였다는 점을 감안하면 성체는 더 크다는거다.
(다만 발견된 표본들이  다리뼈와 꼬리뼈 일부이기에 추정치가 바뀔수있다는걸 알아야한다.)
육식이며 발견된 지층에서 티타노사우루스류 공룡들의 화석이 나온것으로보아 이들을 먹이로 삼았을 것으로 추측된다.

## 여담
크기에 비해 명성이 적지만
영화 쥬라기 월드에서 인도미누스 렉스를 창조할때 쓰이는 공룡들 중 하나이다.
일부자료에서 피크노네모사우루스라고 불리지만 영어명칭으로 따지고 보면 피코네모사우루스가 정확하지만 둘다 맞는표현이긴 하다.